# BattleTanx
Battle Tanx é um jogo de ação para videogame em terceira pessoa e gráficos 3D para Nintendo 64. Ele foi lançado pela 3DO em 1998. Há os modos: Annihilation, BatleLord, o sempre presente DeathMatch e o Battle Tanx. Os gráficos não tem muita definição. As cidades são bem fiéis as dos Estados Unidos. O som é bastante destrutivo.

## Enredo
No papel de Griffin Spade, você deve escolher entre três tanques: um tanque normal, moto-tanque e o grande Goliath para poder salvar a sua amada Madison, uma das sobreviventes da praga que dizimou quase toda a população feminina do planeta, no ano de 2001. As mulheres sobreviventes tornaram-se rainhas e formaram exércitos rebeldes que estão provocando caos na Terra. A namorada de Griffon foi raptada. O jogado deve de qualquer jeito salvá-la.

## Jogabilidade
Há três tanques no jogo para o jogador escolher. O jogador pode escolher entre um tanque de Moto, M1A1 de Abrams do MBT, ou o Golias. Há 17 níveis para completar, a fim de terminar o jogo no modo single player, todos os quais são preenchidos com os tanques inimigos. Cada nível está localizado em um lugar específico, nos Estados Unidos, como Nova York, Chicago, Las Vegas e San Francisco. O jogo apresenta ambientes destrutíveis, e em alguns casos, ambientes interativos.
No modo de jogo multiplayer, os jogadores podem lutar com até 4 jogadores em simultâneo. Há quatro configurações de vários jogadores diferentes; Modo Battlelord (equivalente a capturar a bandeira), Deathmatch, modo de família, e Annihilation.

## Níveis
Todos os três primeiros níveis realizar-se em Nova York e envolver o subúrbio de Queens, Midtown Tunnel Queens, e Times Square. O estágio de Chicago tem lugar em Lake Shore Drive e State Street. O estágio de Las Vegas acontece na mundialmente famosa Fremont Street. Os estágios de San Francisco ocorrerá no Golden Gate Bridge, The Wharf e o Q Zone-ficcional.